# Triaeris menchum
Pour les articles homonymes, voir Menchum (homonymie).
Espèce
Triaeris menchum est une espèce d'araignées aranéomorphes de la famille des Oonopidae.

## Distribution
Cette espèce est endémique de la région du Nord-Ouest au Cameroun,. Elle se rencontre au lac Oku à 2 150 m d'altitude sur le mont Oku.

## Description
La femelle holotype mesure 2,29 mm

## Étymologie
L'épithète spécifique a été donnée en référence au lieu de sa découverte, le département de Menchum.

## Publication originale
- Platnick, Dupérré, Ubick & Fannes, 2012 : Got males? The enigmatic goblin spider genus Triaeris (Araneae, Oonopidae). American Museum novitates, no 3756, p. 1-36 (texte intégral).